# غریبچه، سنان‌پاشا
غریبچه (به ترکی استانبولی: Garipçe) یک منطقهٔ مسکونی در ترکیه است که در سنان‌پاشا واقع شده‌است.